# Kai Ken
Il Kai Ken (甲斐犬? chiamato anche Tora Inu o Tiger Dog)  è una razza di cane proveniente dal Giappone, dove è considerato un monumento nazionale.
È un cane raro anche nella sua terra natale ed è una delle sei razze canine autoctone giapponesi protette dal Nihon Ken Hozonkai. Il mantello tigrato è una caratteristica di questi cani.

## Storia
Il Kai Ken è stato separato dalla razza locale Nihon Ken (cane giapponese) durante la creazione del Nihon Ken Hozonkai (NIPPO) e prende il nome dalla provincia di Kai nella prefettura di Yamanashi, dove si pensa che la razza abbia avuto origine.
Essendo uno scalatore agile e senza sforzo, il Kai Ken era abituato a cacciare in ripidi terreni montuosi a Yamanashi, dove la sua preda principale era il serow giapponese (Kamoshika), il cervo, il cinghiale e occasionalmente l'orso.
Dopo la creazione di NIPPO nel 1928, il Kai Ken è stato designato monumento nazionale in Giappone nel 1933. Nel 1931 fu costituita la Kai Ken Aigokai (KKA) che divenne la principale Società di conservazione della razza in Giappone e lo è ancora oggi.